# شهین حنانه
شهین حنّانه (زادهٔ ۱۳۱۹  – درگذشتهٔ ۱ تیر ۱۳۷۶) شاعر، ترانه‌سرا، نقاش، پژوهشگر و نویسنده اهل ایران بود.

## زندگی‌نامه

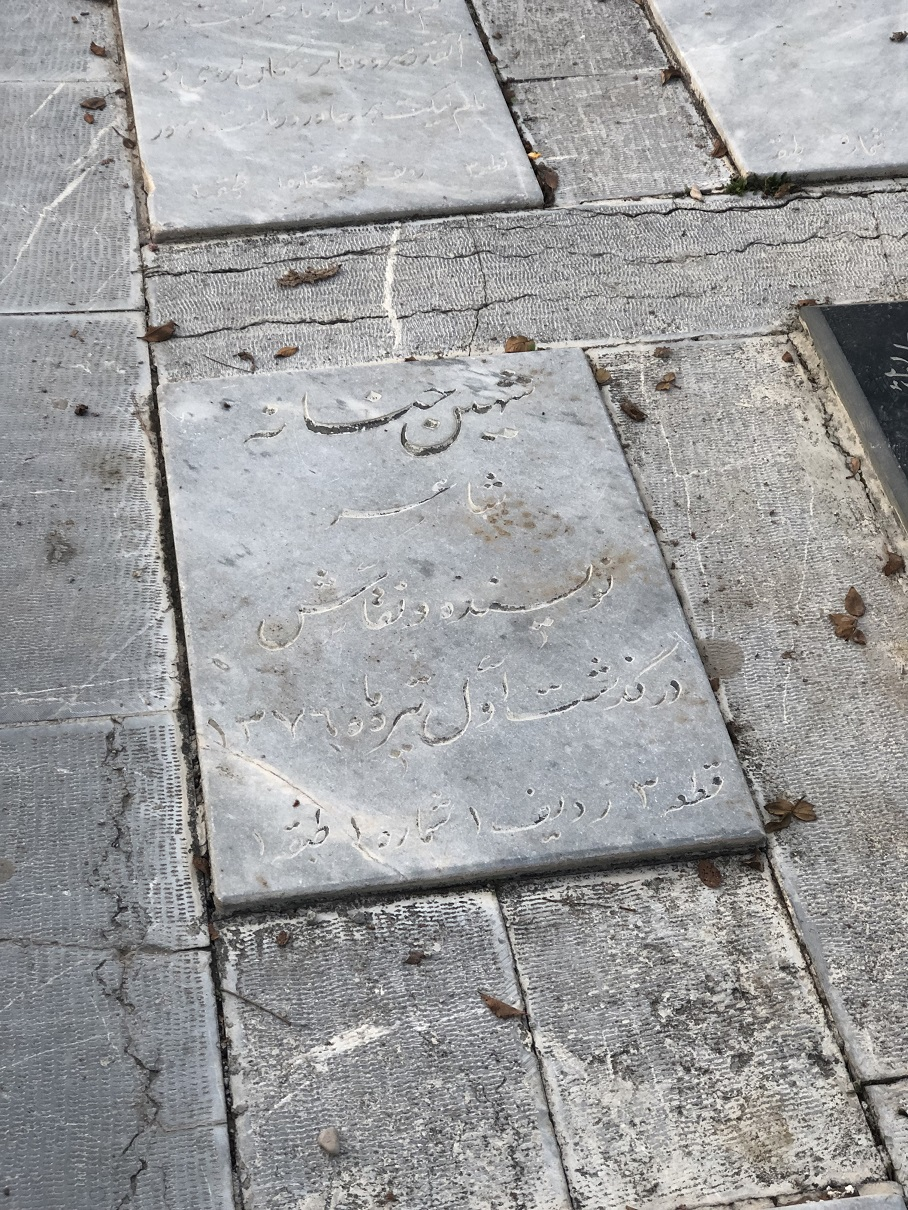
نمایی از محل آرام‌گاه و سنگ‌مزار شهین حنّانه

شهین حنّانه در‌ سوم‌ دی ماه ۱۳۱۹ در ساری زاده شد و در تهران تحصیل کرد. او برادرزادهٔ مرتضی حنانه بود و چون پدرش به اقتضای شغل دائماً در سفر بود، مرتضی حنّانه برای شهین مثل پدر بود. مرتضی حنّانه به شهین مبانی موسیقی را آموزش داد امّا او موسیقی را حرفهٔ اصلی خود نکرد و با ترانه‌سرایی ارتباطش با موسیقی را حفظ کرد. شهین حنانه در دوران تحصیل خود، ذوق و استعداد خود را در سرودن شعر نشان داد. او برای ادامهٔ تحصیل به سوییس رفت و در رشتهٔ سرامیک تحصیل کرد. بعد از اتمام تحصیل با نشریات مختلف همکاری کرد و شعرهایش در روزنامه‌ها و مجله‌ها چاپ و ترانه‌هایش از رادیو پخش می‌شدند. او مدّت زیادی ادارهٔ صفحهٔ شعر «مجله بانوان» را بر عهده داشت و سال‌های هنری موفقی را سپری می‌کرد. او سرانجام بعد از یک دوره بیماری در سال ۱۳۷۶ درگذشت.
یکی از اشعار او:

## آثار

### کتاب‌ها
| سال                           | عنوان                                 | توضیحات                                           |
| ----------------------------- | ------------------------------------- | ------------------------------------------------- |
| ۱۳۵۰                          | کلید                                  | دو دفتر شعر                                       |
| ۱۳۶۱                          | گل‌های رایکا                           | مجموعه شعر                                        |
| ۱۳۶۹                          | یادنامهٔ مرتضی حنّانه                   | مجموعه مقالات دربارهٔ مرتضی حنانه                  |
| ۱۳۷۱ (جلد یکم) ۱۳۷۶ (جلد دوم) | پشت دریچه‌ها: گفتگو با همسران هنرمندان | مجموعه مصاحبه با همسران ۳۲ نفر از هنرمندان ایرانی |
| -                             | زن پاییزی                             | رمان، منتشر نشده‌است.                              |

### ترانه‌شناسی
حنانه از ۱۸ سالگی ترانه‌سرایی را آغاز کرد. از او دست کم ۲۰۰ ترانه باقی مانده‌است که در آرشیو صدا و سیما موجود است.
| نام ترانه      | خواننده     | آهنگساز        |
| -------------- | ----------- | -------------- |
| «ارمغان بهار»  | سیمین غانم  | جواد لشکری     |
| «مادر»         | مرضیه       | جواد لشگری     |
| «دل درد دیده»  | حمیرا       | عطاالله خرم    |
| «تنهایی»       | مازیار      | تورج شعبانخانی |
| «تنهایی»       | مرتضی       | تورج شعبانخانی |
| «همصدا»        | پوران       | ناصر چشم‌آذر    |
| «همصدا»        | لیلا فروهر  | ناصر چشم‌آذر    |
| «همصدا»        | معین        | ناصر چشم‌آذر    |
| «قطره‌ها»       | مرجان       | صادق نوجوکی    |
| «خونه خالی»    | مرجان       | تورج شعبانخانی |
| «قُمری»         | مرجان       | تورج شعبانخانی |
| «قصهٔ رفتن»     | نلی         | تورج شعبانخانی |
| «همزبون»       | بتی         | تورج شعبانخانی |
| «غروبه»        | گیتی پاشایی | کیومرث سلیم‌پور |
| «مسافر غریب»   | حمیرا       | صادق نوجوکی    |
| «صدای پا»      | مهستی       | سیاوش زندگانی  |
| «غمگین و تنها» | مهستی       | ناصر چشم‌آذر    |
| «رنگ شب»       | مهستی       | محمد حیدری     |
| «عزیز رفته»    | مهستی       | صادق نوجوکی    |
| «خدانگهدار»    | مهستی       | صادق نوجوکی    |
| «همیشه عاشق»   | مهستی       | صادق نوجوکی    |
| «غمنامه»       | ستار        | تورج شعبانخانی |
| «پرنده»        | مانی رهنما  | بابک بیات      |